# Marinus Heijl

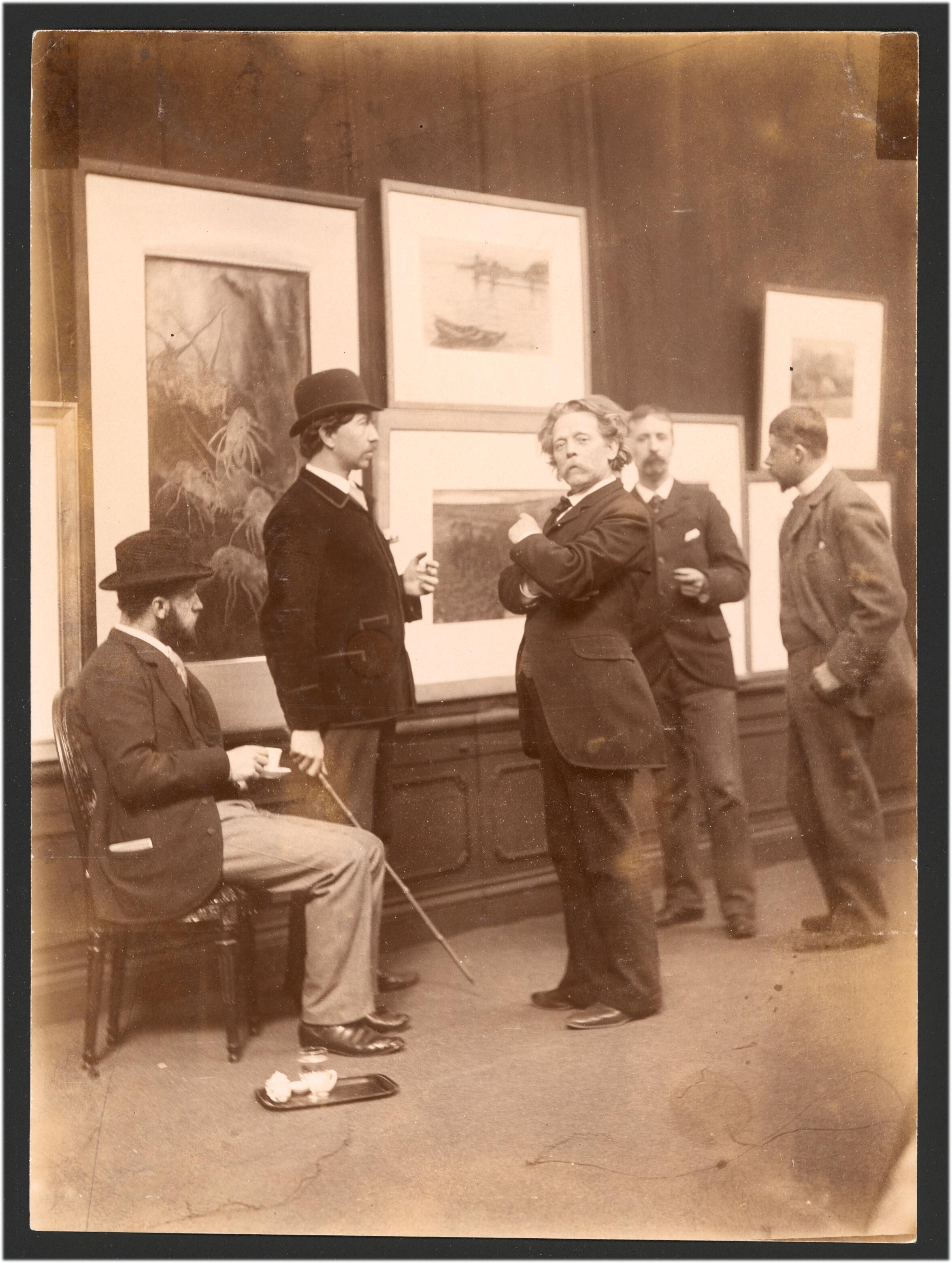
Leden Arti et Amicitiae, 1893. Poggenbeek, Bastert, Marinus Heyl, Kever, Breitner

Marinus ('Marius') Heijl (Utrecht, 22 maart 1835 – Amsterdam, 29 januari 1931) was een Nederlands kunstschilder.

## Leven en werk
Heijl leek aanvankelijk voorbestemd voor de 'geestelijke stand', maar koos uiteindelijk voor de schilderkunst. Hij studeerde aan de Rijksacademie voor Beeldende Kunsten te Amsterdam en was een leerling van Hendrik Dirk Kruseman van Elten. In 1871 werd hij lid van Arti et Amicitiae, waarbinnen hij later jarenlang een bestuursfunctie zou bekleden. Hij had een atelier in Amsterdam en leidde daar jonge schilders op als Geo Poggenbeek en Nicolaas Bastert. Hij werkte regelmatig samen met Anton Mauve. Na 1880 maakte hij diverse reizen naar Duitsland (Harzgebergte, Teutoburgerwoud) en Zwitserland.
Heijl werd vooral bekend met zijn landschappen, veelal met figuren en vee, in zijn buitenlandse werk vaak met bergen. Ook schilderde hij bos- en heidegezichten op de Veluwe (Wolfheze), riviergezichten, avondstemmingen en boerenerven. Zijn stijl werd sterk beïnvloed door schilders van de Haagse School.
Heijl overleed in 1931, 94 jaar oud. Bij zijn 90e verjaardag wijdde het Polygoon-journaal een nieuwsitem aan hem, waarin hij vriendelijk lachend en pijprokend in beeld wordt gebracht. Zijn werk is onder andere te zien in het Rijksprentenkabinet te Amsterdam, het Museum voor Moderne Kunst te Arnhem en het Frans Halsmuseum in Haarlem.

## Galerij

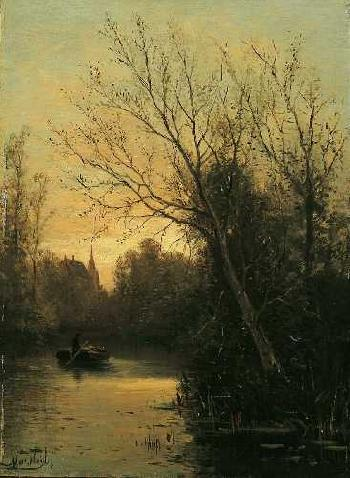
Rivierlandschap bij avond
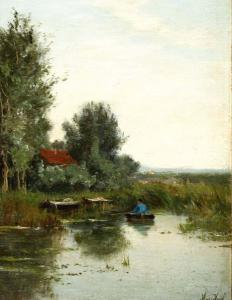
Landschap met boer in bootje
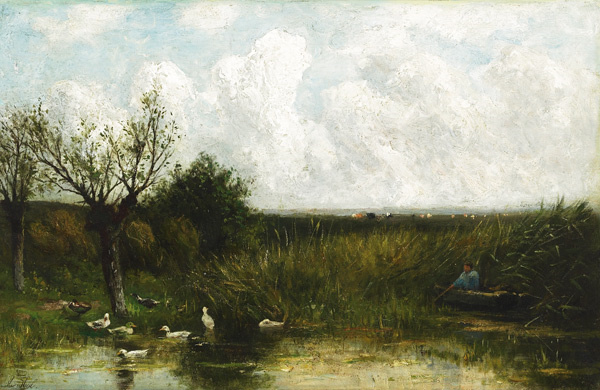
Polderland
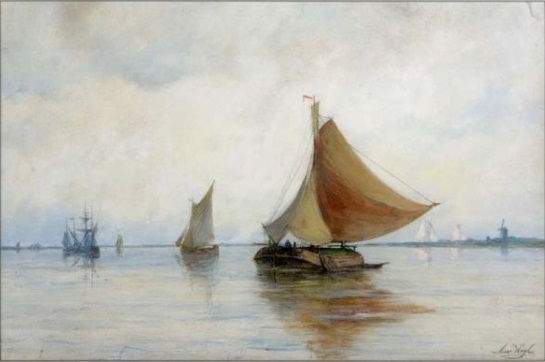
Boten op het meer, aquarel
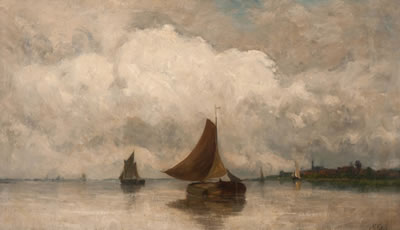
Uitvarende bomschuiten